# Natsjön
Natsjön är en sjö i Heby kommun i Uppland och ingår i Norrströms huvudavrinningsområde.